# Anne Nguyen
 (mars 2020).
 (mars 2023).
Anne Nguyen, née à Paris, est une danseuse, chorégraphe, metteuse en scène et auteure française.

## Parcours
Après avoir pratiqué la gymnastique en compétition, Anne Nguyen s’initie à des arts martiaux comme le Viet Vo Dao, la capoeira et le jiu-jitsu brésilien.
Elle commence la pratique du break en 1998, en parallèle d’études de physique puis de langue. Elle danse avec plusieurs groupes de break : RedMask à Montréal, ainsi que Phase T, Def Dogz et Créteil Style en France. Elle participe à des battles en groupe mais surtout en solo, remportant l'IBE 2004 et le BOTY 2005. Elle est juge au BOTY en 2006 et au Red Bull BC One en 2007. Elle apparaît dans le film documentaire Planet B-Boy (2007) réalisé par Benson Lee.
Elle est également interprète pour des compagnies de danse contemporaine (Faustin Linyekula, Salia Nï Seydou) et de danse hip-hop (Black Blanc Beur).
Anne Nguyen écrit le recueil de poèmes Manuel du Guerrier de la Ville. Ses poèmes sont publiés dans le magazine Graff It !, dont elle est également rédactrice en chef de la danse de 2006 jusqu’à la disparition du magazine en 2012.
En 2005, elle crée sa propre compagnie de danse, la Compagnie par Terre. Elle crée la même année son premier solo, Racine Carrée, qui reçoit le second prix du concours de chorégraphie contemporaine Masdanza en 2009.
Les chorégraphies d’Anne Nguyen subliment l’essence des différentes danses hip-hop : le break avec Yonder Woman et Kata, le popping avec Promenade obligatoire et bal.exe. Elles portent une réflexion sur l’idée du collectif, à travers le quatuor féminin  Autarcie (….) dont fait partie Valentine Nagata-Ramos ou la pièce de groupe À mon bel amour. En parallèle de ses chorégraphies, elle écrit, met en scène et chorégraphie des spectacles de théâtre-danse où elle fait de la danse hip-hop le support d’une réflexion plus large sur notre société. Le Procès de Goku aborde le thème de la propriété intellectuelle.  Héraclès sur la tête et Phallophorie explorent la relation entre break, sport et art.
Elle est interprète de certaines de ses propres créations comme Racine Carrée. Elle chorégraphie aussi le duo Yonder Woman puis le quatuor Autarcie (….), dans lesquels elle se met en scène aux côtés de figures marquantes du hip-hop féminin.
La plupart des créations d’Anne Nguyen s’appuient sur des musiques qu’elle co-crée en collaboration avec les compositeurs-musiciens. Elle a également collaboré avec l’orchestre régional de Normandie pour bal.exe.
De 2012 à 2017, elle enseigne dans des ateliers de pratique artistique et de réflexion sur la danse hip-hop, intitulés Hip-hop, une culture contemporaine à Sciences Po Paris.
En 2014, elle co-élabore La Preuve par l’autre avec Bouba Landrille Tchouda et Farid Berki.
En 2015, elle devient artiste associée au Théâtre national de Chaillot jusqu'en 2018.
En 2016, elle crée Graphic Cyphers dans le cadre d’une commande de Dancing in the Street et Crossing the Line Festival en partenariat avec le Bronx Museum of the Arts, Times Square Arts Alliance et Gibney Dance Center. Elle soutient le chorégraphe australien Nick Power en jouant le rôle de conseillère chorégraphique et de dramaturge auprès de lui pour sa première création indépendante Cypher, puis de regard extérieur sur sa pièce Two Crews. La même année elle crée Danse des guerriers de la ville, un parcours d’installations interactives qui offre au public une immersion numérique et physique dans l’univers de la danse hip-hop.
Au festival d'Avignon de 2019, elle co-signe et interprète le duo Axis Mundi aux côtés de la marionnettiste et plasticienne Élise Vigneron.

### Récompense
- 2013 : Prix SACD Nouveau Talent Chorégraphie

### Décoration
- 2015 : chevalière de l'ordre des Arts et des Lettres

## Principales chorégraphies
- Racine Carrée (2005)
- Keep it Funky!  (2007)
- L'Esprit Souterrain (2008)
- Yonder Woman (2010)
- Promenade obligatoire (2012)
- Autarcie (....) (2013)
- bal.exe (2014)
- Lettres à Zerty (2015)
- Danse des guerriers de la ville (2016) Parcours d'installations numériques interactives
- Kata (2017)
- Axis Mundi (2019)
- À mon bel amour (2019)
- Le Procès de Goku (2020)

## Publications
- Manuel du Guerrier de la Ville[15], 2005
- « Quel ensemble pour la danse break ? Compte-rendu de travail », Biennale nationale de danse du Val-de-Marne, Repères, cahier de danse, 2010

### Filmographie
- 2007 : Benson Lee, Planet B-Boy
- 2014 : Nadja Harek, BGirls